# Divje jezero
Divje jezero je kraško sifonsko jezero (vokliški izvir), ki se nahaja približno 2 km južno od Idrije. 
Jezero leži v kamnitem kotlu pod stometrskimi prepadnimi stenami, ki obrobljajo ta severni rob Črnovrške planote. Divje jezero je tudi kraški izvir, saj priteka voda v jezero iz strmo spuščajočega se rova, ki je bil do sedaj raziskan do globine 160 m. Čeprav je jezerska gladina običajno spokojna, pa lahko po močnem deževju pride do močnih izbruhov vode, tudi do 60 m³/s. Iz Divjega jezera odteka reka Jezernica, ki je najkrajša površinsko tekoča reka v Sloveniji in se po 55 metrih zliva v reko Idrijco.
Temperatura vode v jezeru skozi leto niha le med 7 in 10 °C. Jezero je bilo leta 1967 zavarovano kot naravni spomenik in od leta 1972 urejeno za obisk kot prvi slovenski muzej v naravi.

## Naravni spomenik
Jezero z okolišem se ponaša z izjemnim bogastvom favne in flore. Spada med bisere slovenske naravne dediščine. Leta 1967 je bilo zavarovano kot naravni spomenik, od leta 1972 pa je urejeno za obisk javnosti kot prvi slovenski muzej v naravi. Od leta 1993 je del krajinskega parka Zgornja Idrijca.

## Živalstvo
V jezeru živijo potočne postrvi, v jamskem delu pa številne drobne podzemeljske živali in celo slovita človeška ribica (Proteus anguinus). 

## Rastlinstvo
Življenjski pogoji v neposredni okolici omogočajo rast mnogih, tudi alpskih rastlin, ki so se na hladnejših senčnih mestih lahko ohranile še po ledeni dobi. V skalnih razpokah ali na majhnih policah nad jezerom uspeva kranjski jeglič (Primula carniolica), slovenski endemit, ki nosi svoje ime že več kot 200 let, njegovi vijoličasti cvetovi pa se odpirajo v drugi polovici aprila. Kranjska bunika - volčič je svoje latinsko ime Scopolia Carniolica dobila po slovečem Giovanniu. A. Scopoliju, botaniku in prvem idrijskem zdravniku. Omembe vredno je še tevje (Hacquetia epipactis), imenovano po idrijskem kirurgu Balthasarju Hacquetu. Raziskovalci so ugotovili, da se nahaja na območju Divjega jezera kakih 150 vrst praprotnic in semenk.